# قاطع شبكي (غواصة)
القاطع الشبكي هو جهاز مركب على أقواس بعض الغواصات البحرية لاختراق الشباك المضادة للغواصات. يتم تشغيل بعض قواطع الشبكة بواسطة المتفجرات.